# Камайкаси
Камайка́си (рос. Камайкасы, чув. Камайкасси) — присілок у складі Цівільського району Чувашії, Росія. Входить до складу Чурачицького сільського поселення.
Населення — 147 осіб (2010; 130 у 2002).
Національний склад:
- чуваші — 100 %